# Emil Sografski
Emil Dimitrow Sografski (bulgarisch Емил Димитров Зографски; * 3. Februar 1969 in Samokow) ist ein ehemaliger bulgarischer Skispringer und heutiger Skisprungtrainer. Er ist Vater und Trainer von Wladimir Sografski.

## Werdegang
Sein internationales Debüt gab er Ende 1987 im Weltcup bei der Vierschanzentournee in Oberstdorf. Nach dem punktlosen Beenden der Vierschanzentournee auf dem 91. Platz, nahm er an den Olympischen Winterspielen 1988 in Calgary teil. Dort wurde er 40. und 41. von 58 und 55 Teilnehmern. In der folgenden Saison nahm er erneut punktlos, aber mit besseren Platzierungen an der Vierschanzentournee und der Weltmeisterschaft in Lahti teil. In der nächsten Saison nahm er nur am Skifliegen in Planica teil. Zur darauffolgenden Weltcup-Saison verbesserte er sich wenig, konnte knapp aber immer noch keine Punkte holen. Er nahm auch an den Olympischen Winterspielen 1992 in Courchevel teil und wurde 56. und 40. Seine letzte Saison, war die Saison 1992/93, wo er nach zwei erfolglosen Wettkämpfen in Sapporo seine Karriere beendete.
Sein Sohn Wladimir Sografski ist ebenfalls Skispringer und war besonders im Juniorenbereich sehr erfolgreich. Er wird auch von Emil Sografski trainiert.